# Велики Липовец
Велики Липовец (на словенски: Veliki Lipovec) е село в Словения, регион Югоизточна Словения, община Жужемберк. Според Националната статистическа служба на Република Словения през 2015 г. селото има 93 жители.